# Пановское сельское поселение (Татарстан)
Пановское сельское поселение (тат. Пановка авыл җирлеге) — муниципальное образование в Пестречинском районе Республики Татарстан. Административный центр — село Пановка.

## История
В 1930 году одновременно с образованием Пестречинского района в его составе появился Пановский сельский совет, в который входило 5 деревень: Пановка, Новоселок, Урывкино, Чуча, Козловка.

## Населенные пункты
На территории поселения находится 2 населённых пункта: село Пановка и деревня Новоселок.

## Население
| 2010  | 2011  | 2012  | 2013  | 2014  | 2015  | 2016  |
| ----- | ----- | ----- | ----- | ----- | ----- | ----- |
| 1692  | ↗1693 | ↘1682 | ↘1664 | ↘1659 | ↗1661 | ↘1650 |
| 2017  | 2018  |       |       |       |       |       |
| →1650 | ↘1627 |       |       |       |       |       |